# 鶴ヶ島市
鶴ヶ島市（つるがしまし）は、埼玉県の西部に位置する市。
人口は約7万人。旧武蔵国高麗郡。明治の大合併以降一度も合併を経験していない市のひとつ。国指定選択無形民俗文化財に指定されている脚折雨乞や同市の伝統行事である高倉獅子舞などがあり歴史的価値のある郷土文化が保存されている。

## 地理
埼玉県の中央やや南寄りに位置しているが、通常は埼玉県西部と見なされている。入間台地（武蔵野台地の北端から入間川を挟んだ対岸）の先端部に位置しており、標高は30メートルから50メートル程度で、南西から北東に向けてなだらかに下っている。
- 河川: 越辺川の支流の飯盛川・大谷川が北東へ向けて流れているが、いずれも小川といった風情である。
- 湖沼: 飯盛川の水源として池尻池・雷電池、大谷川の水源として逆木ノ池・太田ヶ谷沼がある。
- 交通: 東武東上線・東武越生線が縦断しており、また関越自動車道と首都圏中央連絡自動車道（圏央道）のジャンクションが所在している。

かつては畑・田・林が大部分を占めていたが、高度経済成長期以降人口の流入が著しく、現在も宅地化・商業地化が進展しつづけている。川越市・坂戸市とは連続した市街地を形成している。平均気温は15度前後、年間降水量は1400mm程度である。
市役所庁舎は、市内を走る東武東上線・東武越生線から離れた場所に位置するため、鶴ヶ島、若葉、坂戸、一本松駅の各駅からつるバス・つるワゴンやタクシーを使う事になる。高速道路のインターや国道に近いため、自動車やバイク等の方がアクセスしやすい場合もある。

## 歴史
旧石器時代の遺跡が発見されており、青棚遺跡、鶴ヶ丘遺跡、若葉台遺跡、雷電池東遺跡、お寺山遺跡、鶴ヶ島中西遺跡、一天狗遺跡、の七つの遺跡が確認されている。雷電池など飯盛川・大谷川の周辺に山田遺跡、新右エ門遺跡など縄文時代の遺跡が見出されている。古墳時代にはいくつかの古墳が築造されており、なかでも鶴ヶ丘稲荷神社古墳は古墳時代末期としては大きなものである。富士見地区の若葉台遺跡は8 - 9世紀にかけて比較的大規模に発達した遺跡であり、律令体制下における地域拠点（一説には入間郡衙）となっていたことが想像される。716年に設置された武蔵国高麗郡高麗郷の地で、高麗郡には668年に高句麗から来た多くの高句麗人が住み着いた。
中世には小田原北条氏の勢力下に入っており、特に戦国期の落武者を祖とする伝承を持つ旧家が多くあるが、史料上に目立った活動は記録されていない。江戸時代初頭に川越藩領となるが、その後は村落ごとに天領あるいは旗本領などになる。古くからの畑作地帯であるが、元文年間には盛んに新田開発が行われた。日光脇往還が通っており荷役などの負担が厳しかったうえ、中山道桶川宿の助郷を命じられ免除嘆願を行った記録がある。江戸中期、農民から幕府代官になった川崎定孝によって大規模な武蔵野の新田開発が行われ、市内に開発拠点となる陣屋(屋敷)が作られた。
廃藩置県により、入間県・熊谷県を経て1876年（明治9年）、埼玉県に編入される。市制町村制の施行以来合併はしておらず、1950年からの約50年間に人口がほぼ10倍に急増し、単独町制 - 単独市制へと至った。

### 沿革
- 1884年（明治17年）7月14日 - 脚折村、三ッ木村、三ッ木新田、五味ヶ谷村、戸宮村、大塚野新田、高倉村、町屋村、藤金村、上新田村、中新田村、下新田村、上広谷村及び太田ヶ谷村による上広谷村連合が組織され、脚折に連合戸長役場が置かれる。
- 1889年（明治22年）4月1日 - 町村制施行により、上広谷村連合を構成する14村の区域をもって、高麗郡鶴ヶ島村が発足する。この名は室町時代に脚折近くの島状の地に鶴が巣篭もったという祥伝にちなんでいる。
- 1896年（明治29年）4月1日 - 入間郡、高麗郡及び比企郡の区域の一部をもって、入間郡が発足することにより、入間郡鶴ヶ島村となる。
- 1932年（昭和7年）4月10日 - 鶴ヶ島駅が開業。
- 1934年（昭和9年）12月16日 - 一本松駅が開業。
- 1942年（昭和17年）12月1日 - 陸軍坂戸飛行場造成により分断されたため、大字戸宮の区域を入間郡勝呂村（現・坂戸市）に編入する。
- 1949年（昭和24年） - 小学校への通学問題を発端に、中新田・上新田・町屋の3大字の住民が鶴ヶ島村から分離し大家村（現・坂戸市）への編入を決議。村議会は分村陳情を否決したが、特に町屋地区では大家村との結びつきが強く分村問題が落ち着くまでには4年を要した。
- 1952年（昭和27年） - 大字大田ヶ谷の一部が霞ヶ関村(現川越市)へ編入(現在の川越市川鶴とかわつる三芳野)。同時に霞ヶ関村大字笠幡の一部を鶴ヶ島村に編入。
- 1954年（昭和29年） - 埼玉県の主導により周辺4ヵ村とともに坂戸町への合併が計画されたが、鶴ヶ島村は単独でも人口7000人弱を擁し財政状態も適正であったことから離脱する。高萩村（現・日高市）・霞ヶ関村（現・川越市）との合併や、大家村との合併を模索する動きもあったが不調に終わる。
- 1955年（昭和30年）4月19日 - 坂戸町もしくは川越市との合併を巡って村内世論が分裂したため、村議会にて独立維持決議が可決される。
- 1957年（昭和32年）3月12日 - 埼玉県から坂戸町との合併が勧告される。これに対抗して、11月に工場誘致などの対策を含む「鶴ヶ島村建設計画」を議決。1959年勧告解除。
- 1966年（昭和41年）4月1日  町制施行により、入間郡鶴ヶ島町となる。
- 1975年（昭和50年）8月8日 鶴ヶ島インターチェンジが供用開始。
- 1991年（平成3年）9月1日 - 市制施行、鶴ヶ島市になる。
- 1996年（平成8年）3月26日 -圏央鶴ヶ島インターチェンジが供用開始。
- 2004年（平成16年）6月30日 -ワカバウォークがオープン。
- 2008年（平成20年）-埼玉県立鶴ヶ島清風高等学校が開校。
- 2015年（平成27年）2月1日 -ベルク (企業)の本社が移転し、すねおり店の国道407号を挟んだ向かい側に移転。
- 2017年（平成29年）11月5日 -齊藤芳久が市長に就任。
- 2021年 (令和3年) 9月1日 - 市制30周年。

## 隣接自治体
・坂戸市 北部で隣接している。国道407号では連続した市街地を形成している。
・川越市 南部と東部で隣接。鶴ヶ島駅周辺は川越市と鶴ヶ島市で入り組んでいる。元々は霞ヶ関村と名細村と隣接していたが、1955年4月1日に川越市に編入されたため隣接するようになった。
・日高市 西部で隣接している。川越市と坂戸市とは違い、主に田畑等で隣接している。隣接する市で唯一、鶴ヶ島市よりも人口が少ない。

## 地名
語源は『鶴ヶ島町史（文化・地誌篇）』（1988年）による。

### 旧村名
脚折（すねおり）
日本武尊の東夷征伐の折に人馬が脚を折ったことにちなむといわれている。砂礫の多い地という意味で砂居（すなおり）または曽根居（そねおり）の転訛か。高倉・太田ヶ谷などは元は脚折郷に属しており、この近辺の中心的集落であった。北条氏配下の所領として名が見え、白鬚神社・善能寺はともに創建不明だが少なくとも15世紀まで遡る。日光脇往還が通っており、坂戸宿にほど近い。高麗郡加治領。
高倉
奈良時代の公卿高倉福信に因むという説が伝えられているが、証拠に乏しい。日光脇往還と川越越生道が交差する地である。元文年間に武蔵野一帯の開発に携わった代官川崎平右衛門定孝の陣屋が設けられた。高麗郡川越領。
上新田
中新田
下新田
17世紀半ばに分村した高倉村の開墾地で、上中下は用水の上流・下流に対応している。ただし、さらに古い時代にも集落は存在しており、戦国時代に一度廃れたものと思われる。
町屋
中世鎌倉街道沿いに散見される地名であり、普段は人家はなく定期的に市が立つ場所であったとされる。高麗郡高麗領。上新田・中新田・町屋の3大字の住民は1949年（昭和24年）、隣接する大家村へ編入を希望したがならなかった。
太田ヶ谷
太田道真・道灌父子との縁で名付けられたという伝承があるが、陸稲畑作が主な近辺と比して水田地帯であったことから、単純に大きな田のある地・集落という意味と思われる。川越越生道が通っている。高麗郡川越領。
三ツ木
三ツ木新田
中世ごろの遺跡が多く見出される。三ツ木新田は幕末に三ツ木から分離されたが、実質上は三ツ木村に属したままであった。高麗郡川越領。
藤金
大下地区の藤株稲荷には大きな藤の木があったという伝承があり、藤ヶ根から転じたものか。北条氏配下の所領として名が見える。高麗郡川越領。
上広谷
五味ヶ谷
もとは下広谷（現・川越市）とともに、広谷村という1つの村だった。村山党の末裔のなかに廣屋氏があり、その居所であったと考えられる。その後、北条氏配下の所領に「広野」という地名が見えている。五味ヶ谷は江戸時代初期に広谷村から分村したと伝えられ、語源は湿地を意味する「ゴミ」と、地区や集落を意味する「カヤト」から来ているといわれている。実際に五味ヶ谷は鶴ヶ島市域の中でも最も標高の低い地域である。高麗郡広谷郷。

#### 消滅した旧村名

鶴ヶ島を構成した14ヶ村（1926年の大字界）

大塚野新田
大塚はかつて存在したという前方後円墳に因んでおり、古代には大規模な集落が存在していたが、その後原野となり元文年間に開墾したという。高麗郡勝呂郷。第二次世界大戦中に坂戸飛行場として使用された後、新たに開拓されて富士見となった。
戸宮
北条氏配下の所領として「富屋」という地名が見える。高麗郡勝呂郷。坂戸飛行場建設により鶴ヶ島村から分断されてしまったため、勝呂村に編入された。

### 新町名
富士見
かつての大塚野新田にあった坂戸飛行場跡地の開拓に伴い、1951年（昭和26年）に設置された大字。大部分の領域は後に日本住宅公団（現:都市再生機構）によりむさし緑園都市の地区として区画整理が行われ、1980年（昭和55年）に住居表示が実施された。
鶴ヶ丘
戦後開拓に伴い、1954年（昭和29年）に設置された大字。
脚折町
共栄町
関越自動車道鶴ヶ島インターチェンジ開設に伴う脚折・藤金の区画整理により、1984年（昭和59年）に設定された町名。「共栄」はもともと戦中に北海道や富山県などから入植した人々によって開拓された村中央部の名称となっていたもの。共栄町はそのごく一部である。
羽折町
坂戸市浅羽野地区および下新田の区画整理に伴い、1985年（昭和60年）に設定された町名。従前の小字「羽折」は、鶴が羽を折ったことにちなむという俗説があるが、赤土の地を意味する埴居（はにおり）の転訛とされている。
松ヶ丘
南町
関越自動車道建設や鶴ヶ島駅近辺の住宅・都市整備公団によるむさし緑園都市開発に伴う藤金・太田ヶ谷・鶴ヶ丘の区画整理により昭和61年に設定された町名。松ヶ丘は鶴ヶ丘の松林であったことから、南町は新たに開設された南小学校・南中学校にちなんでつけられた。
新町
高倉・下新田・中新田・上新田の区画整理により、2004年（平成16年）11月20日に設定された町名。1649年（慶安2年）の検地帳にある古い名である。
三ツ木新町
柳戸町
圏央鶴ヶ島インターチェンジ開設に伴う太田ヶ谷・三ツ木の区画整理により、2004年（平成16年）12月4日に設定された町名。柳戸町は従前の小字にちなむ。

## 人口
| |                                          |  |
| 鶴ヶ島市と全国の年齢別人口分布（2005年） | 鶴ヶ島市の年齢・男女別人口分布（2005年） |  |
| ■紫色 ― 鶴ヶ島市 ■緑色 ― 日本全国 | ■青色 ― 男性 ■赤色 ― 女性                |  |
| 鶴ヶ島市（に相当する地域）の人口の推移 \| 1970年（昭和45年） \| 14,643人 \| \| \| 1975年（昭和50年） \| 20,995人 \| \| \| 1980年（昭和55年） \| 35,842人 \| \| \| 1985年（昭和60年） \| 49,381人 \| \| \| 1990年（平成2年） \| 63,064人 \| \| \| 1995年（平成7年） \| 66,208人 \| \| \| 2000年（平成12年） \| 67,638人 \| \| \| 2005年（平成17年） \| 69,783人 \| \| \| 2010年（平成22年） \| 70,003人 \| \| \| 2015年（平成27年） \| 70,255人 \| \| \| 2020年（令和2年） \| 70,117人 \| \| |                                          |  |
| 総務省統計局 国勢調査より |                                          |  |
| 1970年（昭和45年） | 14,643人                                 |  |
| 1975年（昭和50年） | 20,995人                                 |  |
| 1980年（昭和55年） | 35,842人                                 |  |
| 1985年（昭和60年） | 49,381人                                 |  |
| 1990年（平成2年） | 63,064人                                 |  |
| 1995年（平成7年） | 66,208人                                 |  |
| 2000年（平成12年） | 67,638人                                 |  |
| 2005年（平成17年） | 69,783人                                 |  |
| 2010年（平成22年） | 70,003人                                 |  |
| 2015年（平成27年） | 70,255人                                 |  |
| 2020年（令和2年） | 70,117人                                 |  |

1970年代には年平均10%近い人口増加があったが、1990年代以降は年1%以下に落ち着いている。少子高齢化の例に漏れず、高齢化率は漸増を続けて29.1%（2020年）に達している。現在は、減少と増加を繰り返している。

## 行政
- 市長：齊藤芳久（2017年11月5日就任、2期目）

### 歴代市町村長
| 鶴ヶ島市町村長 | 鶴ヶ島市町村長 | 鶴ヶ島市町村長                  | 鶴ヶ島市町村長       |
| -------------- | -------------- | ------------------------------- | -------------------- |
| 1              | 内野重右衛門   | 1889年1月6日 - 1896年1月29日    |                      |
| 2              | 金子助五郎     | 1896年2月5日 - 1917年8月22日    |                      |
| 3              | 内野重右衛門   | 1917年9月4日 - 1923年3月11日    |                      |
| 4              | 町田豊次郎     | 1923年5月5日 - 1924年6月26日    |                      |
| 5              | 新井九十郎     | 1924年7月21日 - 1931年9月14日   |                      |
| 臨             | 長沢藤五郎     | 1931年9月15日 - 1931年12月23日  | 臨時代理             |
| 6              | 成瀬京十       | 1931年12月23日 - 1936年3月23日  |                      |
| 7              | 高篠才冶       | 1936年3月25日 - 1939年1月25日   |                      |
| 8              | 岸田定冶       | 1939年2月7日 - 1945年11月14日   |                      |
| 9              | 小川進一       | 1946年5月21日 - 1946年10月21日  |                      |
| 10             | 中里正雄       | 1947年4月6日 - 1948年7月22日    |                      |
| 11             | 石塚米吉       | 1948年9月9日 - 1949年6月15日    |                      |
| 12             | 宮沢泰藏       | 1949年8月5日 - 1953年8月4日     |                      |
| 13             | 宮沢泰藏       | 1953年8月5日 - 1955年10月11日   |                      |
| 14             | 内野貞雄       | 1955年11月22日 - 1959年11月21日 |                      |
| 15             | 内野貞雄       | 1959年11月22日 - 1963年4月13日  |                      |
| 16             | 新井佑         | 1963年4月30日 - 1967年4月29日   | 1967年4月1日から町長 |
| 17             | 新井佑         | 1967年4月30日 - 1971年4月29日   |                      |
| 18             | 新井佑         | 1971年4月30日 - 1975年4月29日   |                      |
| 19             | 岸田長         | 1975年4月30日 - 1979年4月29日   |                      |
| 20             | 岸田長         | 1979年4月30日 - 1983年4月29日   |                      |
| 21             | 石井喜八郎     | 1983年4月30日 - 1987年4月29日   |                      |
| 22             | 石井喜八郎     | 1987年4月30日 - 1989年9月22日   |                      |
| 23             | 内野欣         | 1989年11月5日 - 1993年11月4日   | 1991年9月1日から市長 |
| 24             | 品川義雄       | 1993年11月5日 - 1997年11月5日   |                      |
| 25             | 品川義雄       | 1997年11月5日 - 2001年11月4日   |                      |
| 26             | 品川義雄       | 2001年11月5日 - 2005年11月4日   |                      |
| 27             | 藤縄善朗       | 2005年11月5日 - 2009年11月4日   |                      |
| 28             | 藤縄善朗       | 2009年11月5日 - 2017年11月4日   |                      |
| 29             | 齊藤芳久       | 2017年11月5日 - 2021年11月4日   |                      |
| 30             | 齊藤芳久       | 2021年11月5日 -                 |                      |

### 財政
- 一般会計 約164億円
  - 市税 約101億円（61.8%）
  - 市債 約13億円（7.9%）
- 特別会計 約90億円

（平成20年度予算）

### 国の機関
- 国土交通省東京航空局坂戸航空無線通信所

### 市の機関
- 東市民センター
- 西市民センター
- 南市民センター
- 北市民センター
- 富士見市民センター
- 大橋市民センター
- 女性センター「ハーモニー」
- 市民活動推進センター
- 海洋センター
- 農業交流センター「つるの里のんのん」
- 保健センター
- 老人福祉センター「逆木（さかさぎ）荘」
- おもちゃ病院
- 脚折児童館
- 上広谷児童館
- 大橋児童館
- 西児童館
- 教育センター
- 学校給食センター

### 広域行政等
一部事務組合
| 分野   | 坂戸市                 | 鶴ヶ島市               | 入間郡毛呂山町                   | 入間郡越生町                     | 比企郡鳩山町                     |
| 消防   | 坂戸・鶴ヶ島消防組合   | 坂戸・鶴ヶ島消防組合   | 西入間広域消防組合               | 西入間広域消防組合               | 西入間広域消防組合               |
| 上水道 | 坂戸・鶴ヶ島水道企業団 | 坂戸・鶴ヶ島水道企業団 | 毛呂山町                         | 越生町                           | 鳩山町                           |
| 下水道 | 坂戸・鶴ヶ島下水道組合 | 坂戸・鶴ヶ島下水道組合 | 毛呂山・越生・鳩山公共下水道組合 | 毛呂山・越生・鳩山公共下水道組合 | 毛呂山・越生・鳩山公共下水道組合 |
| し尿   | 坂戸地区衛生組合       | 坂戸地区衛生組合       | 坂戸地区衛生組合                 | 坂戸地区衛生組合                 | 坂戸地区衛生組合                 |
| ごみ   | 坂戸市                 | 埼玉西部環境保全組合   | 埼玉西部環境保全組合             | 埼玉西部環境保全組合             | 埼玉西部環境保全組合             |
| 火葬場 | 広域静苑組合           | 広域静苑組合           | 広域静苑組合                     | 広域静苑組合                     | 広域静苑組合                     |

協議会
- 埼玉県川越都市圏まちづくり協議会（通称「レインボー協議会」）：川越市、坂戸市、鶴ヶ島市、入間郡毛呂山町・越生町、比企郡川島町の3市3町で構成され、各市町がそれぞれ進めている地域特性を生かしたまちづくりを広域的視点から互いに連携・協力しながらひとつの都市圏として発展していくことを目指している。例として図書館などの公共施設の相互利用、広報紙の相互掲載、参加市町の観光スポットを紹介した「広域観光ガイド」の発行等を行っている。かつて日高市が所属していたが、令和元年（2019年）度をもって退会した。ただし公共施設の相互利用については継続している。

## 議会

### 市議会
- 定数：18人
- 議長：齊藤芳久
- 副議長：高橋剣二

| 会派名     | 議席数 |
| ---------- | ------ |
| 新政クラブ | 9      |
| 公明党     | 3      |
| 大空       | 2      |
| 日本共産党 | 2      |
| 無会派     | 2      |

### 衆議院
- 選挙区：埼玉10区（東松山市、坂戸市、鶴ヶ島市、比企郡）
- 投票日：2024年10月27日
- 当日有権者数：325,087人
- 投票率：53.37％

| 当落 | 候補者名   | 年齢 | 所属党派   | 新旧別 | 得票数   | 重複 |
| ---- | ---------- | ---- | ---------- | ------ | -------- | ---- |
| 当   | 坂本祐之輔 | 69   | 立憲民主党 | 前     | 97,591票 | ○    |
|      | 山口晋     | 41   | 自由民主党 | 前     | 67,764票 | ○    |

## 経済
かつては米・麦・茶や養蚕が主の農村であったが宅地化が進み、首都圏中央連絡自動車道（圏央道）周辺は業務エリアとなっている。産業としては鉄道模型、印刷関連、プラスチック加工、食料品などの業種が主である。
また商業では、当市は中心市街地を持たないことから、国道407号沿いにはロードサイド型店舗が集積している。

### 工業
- 富士見工業団地

#### 工場を構える企業
- 関水金属

### 市に本社を置く企業
- ベルク (企業)

### 主な商業施設
- ワカバウォーク
- カインズ 鶴ヶ島店
- TAIRAYA 上広谷店
- ベイシア鶴ヶ島店
- ベルク すねおり店
- ヤオコー 若葉駅西口店
- ヤオコー 鶴ヶ島店
- ドン・キホーテ 鶴ヶ島店
- ケーズデンキ鶴ヶ島インター店
- ニトリ鶴ヶ島店

### 金融機関（預貯金取扱金融機関）
- 埼玉りそな銀行 鶴ヶ島支店
- 埼玉縣信用金庫 鶴ヶ島北支店、鶴ヶ島支店
- 飯能信用金庫 鶴ヶ島支店、鶴ヶ島西支店
- いるま野農業協同組合 鶴ヶ島支店

## 地域

### 健康
- 平均年齢
  - 39.2歳（男 38.6歳、女 39.7歳）

### 生活
- 上下水道
  - 上水道
坂戸・鶴ヶ島水道企業団により、坂戸市と共に上水道事業を行っている。
  - 下水道
坂戸・鶴ヶ島下水道組合により、坂戸市と共に下水道事業を行っている。また坂戸地区衛生組合により、坂戸市、入間郡毛呂山町、越生町、比企郡鳩山町と共にし尿処理を行っている。

- ガス供給
市街化された地域では、武州ガスおよびその子会社の坂戸ガスにより都市ガス13Aが供給されている。

- ゴミ処理
埼玉西部環境保全組合により、入間郡毛呂山町、越生町、比企郡鳩山町と共にゴミ処理を行っている。
  - 可燃ゴミ
高倉クリーンセンター（高倉地区）で焼却している。プラスチック類は可燃ゴミとして焼却するが、ペットボトルおよび容器包装プラスチックについては資源ゴミとして回収する。焼却廃熱を利用した日帰り入浴施設「鶴の里ふろいで」が設置されていたが、2010年（平成22年）3月24日をもって閉館した。
  - 不燃ゴミ・びん・かん
川角リサイクルプラザ（入間郡毛呂山町）で選別して再生・資源化を行い、それ以外は埼玉県環境整備センター（大里郡寄居町）で埋め立て処分としている。

- 斎場
広域静苑組合により、入間郡越生町、毛呂山町、比企郡鳩山町と共に越生斎場（入間郡越生町）の運営が行われている。

- 消防
坂戸・鶴ヶ島消防組合により、坂戸市と共に坂戸鶴ヶ島消防（坂戸市）の運営が行われている。

### 教育
- 幼稚園
  - 石川学園若葉台幼稚園
  - かみひろや幼稚園
  - つくし幼稚園
  - つるがしま白百合幼稚園
  - 鶴ヶ島めぐみ幼稚園
  - むさしの幼稚園

- 保育所
  - あたご幼稚園
  - さかえ幼稚園
  - さくら保育園
  - 鶴ヶ島市立鶴ヶ島保育所
  - 鶴ヶ島市立東部保育所(閉鎖)
  - 鶴ヶ島市立富士見保育所
  - 菜の花保育園
  - はちの巣保育園

待機児童数 58人（2007年9月27日時点）
- 小学校
  - 鶴ヶ島市立鶴ヶ島第一小学校
  - 鶴ヶ島市立鶴ヶ島第二小学校
  - 鶴ヶ島市立栄小学校
  - 鶴ヶ島市立新町小学校
  - 鶴ヶ島市立杉下小学校
  - 鶴ヶ島市立長久保小学校
  - 鶴ヶ島市立藤小学校
  - 鶴ヶ島市立南小学校

- 中学校
  - 鶴ヶ島市立鶴ヶ島中学校
  - 鶴ヶ島市立藤中学校
  - 鶴ヶ島市立西中学校
  - 鶴ヶ島市立富士見中学校
  - 鶴ヶ島市立南中学校

- 高等学校
  - 埼玉県立鶴ヶ島清風高等学校

- 大学
  - 東洋大学（登記上は川越市だが最寄り駅は鶴ヶ島駅）

### 警察
- 西入間警察署（坂戸市）管轄
  - 鶴ヶ島交番
  - 若葉交番（鶴ヶ島市富士見）
  - 高倉交番

### 消防署
- 坂戸・鶴ヶ島消防組合
  - 鶴ヶ島消防署

### 電話番号
市外局番は市内全域が「049」。市内局番が「2XX」の地域との通話は市内通話料金で利用可能（川越MA）。収容局は鶴ヶ島局および坂戸本町局。

### 郵政
郵便番号は市内全域が「350-22xx」（坂戸郵便局が集配を担当）である。
- 鶴ヶ島郵便局
- 鶴ヶ島駅前郵便局
- 鶴ヶ島鶴ヶ丘郵便局
- 鶴ヶ島下新田郵便局

## 交通

### 鉄道路線
- 東武鉄道
  - 東上本線
    - 鶴ヶ島駅

  - 越生線
    - 一本松駅

### バス
- 東武バスウエスト
- つるバス

### タクシー
タクシーの営業区域は県南西部交通圏で、川越市・所沢市・東松山市・飯能市・和光市などと同じエリアとなっている。

### 道路
高速道路
- 関越自動車道
  - 鶴ヶ島IC - 鶴ヶ島JCT
- 首都圏中央連絡自動車道
  - 圏央鶴ヶ島IC - 鶴ヶ島JCT

一般国道
- 国道407号

県道
- 主要地方道
  - 埼玉県道39号川越坂戸毛呂山線
  - 埼玉県道74号日高川島線
- 一般県道
  - 埼玉県道114号川越越生線

## ゆるキャラ
つるゴン

## 観光など
- 白鬚神社
- 善能寺
- 雷電池（かんだちがいけ）の「脚折雨乞（すねおりあまごい）行事」 - 4年に1度しか行なわれない祭事。
- 高倉獅子舞
- 鶴ヶ丘稲荷神社古墳
- ガーデンパーク - 鉄道模型メーカー・関水金属（KATO）の工場に隣接する公園。
- つるゴン（鶴ヶ島市のイメージキャラクター）

## 出身有名人
- 藤縄善朗（政治家）
- 島崎遥香 (元AKB48、女優)
- 櫻井淳子（女優）
- 宇野剛史（ミュージシャン）
- 田中博之（モデル）
- サバイバル飛田（プロレスラー）
- 関口研神（書家）
- 宇留野純（サッカー選手）
- 河合竜二（サッカー選手）
- 関根貴大（サッカー選手）
- 長谷川アーリアジャスール（サッカー選手）
- 町田ブライト（サッカー選手）
- 鶴（バンド）
- タカノ綾（アーティスト）村上隆主宰 Kaikai Kiki所属
- リトル清原（ものまねタレント）
- ハッピーエンド (お笑い)
- 今泉幸雄（野球選手）
- 大塚幸代（ライター） Quick Japan編集者を経てデイリーポータルZのライター。著書に「初恋と座間のヒマワリ」
- 石原理衣（映画監督・女優）